# アブドゥベク・スタリノフ
アブドゥベク・スタリノフ（キルギス語: Абдыбек Суталинов, ラテン文字転写: Abdybek Sutalinov、1941年8月17日 - ）は、キルギス共和国の政治家、内務官僚。民警少将。憲法裁判所第一副所長。

## 経歴
チュイ州アラメディンスキー地区タシュテベ村出身。1965年、キルギス国立大学を卒業。
- 1965年～1974年 - 取調官
- 1974年～1980年 - フルンゼ市オクチャブリスキー地区内務課長
- 1979年 - ソ連内務省アカデミーを卒業
- 1980年～1986年 - フルンゼ内務総局長
- 1986年～1987年 - オシ内務局監察局副局長、局長
- 1987年～1989年 - タラス内務局長
- 1989年～1991年 - キルギス内務次官
- 1990年～1992年 - キルギス最高会議代議員
- 1991年～1992年 - ビシュケク市執行委員会議長

1992年～1995年、内務相。1995年1月5日、アスカル・アカエフ大統領により解任。
1995年～1996年、政府官房法保護・国防機関課主任。1996年から憲法裁判所副所長、第一副所長。

## パーソナル
娘はビシュケク市レーニンスキー地区裁判所の裁判官で、ダニヤル・ウセノフに対する刑事告発を停止した。
息子のムラート・スタリノフは、キルギス国家保安庁長官、中将。